# Alexandre Moix
Pour les articles homonymes, voir Moix.
Alexandre Moix est un écrivain, producteur et réalisateur français né le 12 novembre 1972 à Orléans (Loiret). Il signe et réalise plusieurs documentaires sur des personnalités du cinéma français comme notamment Patrick Dewaere, François Truffaut, François de Roubaix ou Jean Renoir ainsi que plusieurs courts-métrages de fiction. Il publie le roman Second Rôle et la série d'ouvrages jeunesse À la poursuite du Kraken. Il coécrit avec Albert Algoud, la chronique radiophonique quotidienne de Laurent Gerra sur RTL2, réalise les documentaires Albatros, les Russes blancs à Paris, sur les célébrations de Jeanne d'Arc en France et le docufiction Anne Frank, le journal d'une adolescente.

## Biographie

### Famille
Il est le frère de l'animateur de radio, réalisateur, écrivain et polémiste français Yann Moix, le cousin des écrivains catalans, Terenci Moix et Ana María Moix dont la famille est liée au syndicaliste Josep Moix et du juge anti-corruption Manuel Moix. 
Après un baccalauréat C, des études de médecine et une licence ès lettres modernes à la Sorbonne, il se tourne vers le journalisme et l'édition. Nommé directeur de collection chez Hachette, il rejoint ensuite Sciences et Avenir — auquel il collabore toujours — puis le Nouvel Observateur. Il est spécialisé dans les films français en noir et blanc. Il réalise des documentaires (DVD) pour Canal+ et pour Studio Canal ainsi que des entretiens d'acteurs et réalisateurs du cinéma français.

### Carrière
En 2004, il réalise Patrick Dewaere, l'enfant du siècle, un documentaire (52 min) sur l'acteur Patrick Dewaere, puis deux autres en 2005, pour Gaumont Vidéo, un pour la chaîne Ciné Cinéma sur François de Roubaix, l'aventurier, en 2006. En 2005, il publie son premier roman, Second Rôle aux éditions Pocket puis en 2007, tourne deux courts-métrages primés dans de nombreux festivals, Curriculum et Charade.
En septembre 2008, il publie chez l'éditeur Plon Jeunesse son premier roman jeunesse À la poursuite du Kraken, premier tome de la série les Cryptides  qui compte 4 tomes, traduite dans plusieurs langues : russe, chinois, espagnol…). En 2013, il cosigne avec Albert Algoud, la chronique quotidienne de Laurent Gerra sur la radio française RTL. 
En 2014, il réalise pour la chaîne de télévision franco-allemande ARTE, un documentaire (52 min) sur François Truffaut, François Truffaut, l'insoumis et en 2017, pour ARTE, un documentaire (52 min) sur le cinéaste Jean Renoir, Quand Jean devint Renoir.
En 2017, il réalise le film Albatros, les Russes blancs à Paris (52 min) pour la chaine Histoire et crée en 2018 la société, ZOOM production.
En septembre 2020, il réalise un documentaire, commenté par Irène Jacob, Stéphane Bern et François Léotard, sur les fêtes de Jeanne d'Arc, depuis le choix de sa célébration par l'écrivain Maurice Barrès puis par Charles de Gaulle, Jean Zay, André Malraux et Maurice Genevoix, après avoir suivi une délégation d'influenceurs en Chine, à Yangzhou,.
Le 19 mai 2022, en avant première à l'occasion du 40e anniversaire de la disparition de l'acteur, il projette le long-métrage documentaire Patrick Dewaere, mon héros dans le cadre du 75e Festival de Cannes, sélection « Cannes Classics 2022 ». L'actrice Brigitte Fossey, les réalisateurs Bertrand Blier, Claude Lelouch et Jean-Jacques Annaud ainsi que l'acteur Francis Huster témoignent en complément d'un commentaire dit par Lola Dewaere.

## Polémique publique avec Yann Moix
En 2019, son frère aîné Yann Moix (4 ans de différence) publie un roman autobiographique se présentant comme victime de parents abusifs voire tortionnaires. À sa sortie, Alexandre Moix qui pourtant n'apparaît pas dans ce roman, rejette ces accusations dans une lettre ouverte publiée par Le Parisien et affirme au contraire que Yann Moix a été son bourreau et lui a lui-même fait subir les sévices qu'il décrit dans son livre, en les prêtant à leurs parents,. Alexandre relate des épisodes où, adulte, son frère Yann l'aurait appelé jusque tard la nuit pour le harceler au téléphone et aurait hurlé : « Il n'y a qu'un Moix sur Terre ! Et il n'y aura qu'un Moix dans la littérature ! […] Moix, c'est MOI ! ». On découvre qu'un éditeur lui a fait la confidence que Yann Moix a empêché la parution du premier roman de son frère Alexandre. Il affirme aussi avoir appris que son frère se vante en privé d'avoir « tout exagéré » dans Orléans. Il dépose plainte contre son frère dès 2019 mais le 5 décembre 2023, Yann Moix est relaxé par la Cour de cassation du procès en diffamation que lui intente son frère.

## Publications
- Second Rôle, Chatou, Carnot, 2005  (ISBN 2-84855-119-4) ; rééd. éditions Pocket, 2007  (ISBN 978-2-266-16706-2)
- Les Cryptides, vol. 1 : À la poursuite du Kraken, Paris, Plon Jeunesse, 2008, 403 p. (ISBN 978-2-259-20897-0, BNF 41337480)
- Les Cryptides, vol. 2 : À la poursuite de l'Olgoï-Khorkhoï, Paris, Plon Jeunesse, 2009, 480 p. (ISBN 978-2-259-20902-1, BNF 41496696)
- Les Cryptides, vol. 3 : À la poursuite du Chupacabra, Paris, Plon Jeunesse, 2010, 476 p. (ISBN 978-2-259-20903-8, BNF 42303615)
- Les Cryptides vol. 4 : À la poursuite du Mothman, Paris, Plon Jeunesse, 2012
- Les Cryptides, rééd. poche, vol. 1, 2, 3, Le Livre de poche, 2013

## Filmographie
- 2003 : Patrick Dewaere, l'enfant du siècle, documentaire de 52 min rassemblant des documents rares et inédits, notamment la dernière interview filmée de l’acteur, trois jours avant son suicide[13] - France 2
- 2005 : La Ballade de Fairbanks, Gaumont ; avec Jacques Dugowson, Michel Seydoux, Jean-Michel Folon
- 2005 : La Bande à Lily, Gaumont ; avec Jean-Michel Folon, Michel Seydoux, Jean-Pierre Ruh, Zouzou
- 2007 : François de Roubaix, l'aventurier, documentaire de 52 min
- 2007: Curriculum, court-métrage de 26 min avec Daniel Prévost, Bruno Lochet, Bernard Montiel, Paulette Dubost, Lola Dewaere Film de clôture du Festival international du film de comédie de l'Alpe d'Huez en 2007 ; festival du Cap d'Agde en 2007.
- 2008 : Charade, court-métrage de 10 minutes avec Bruno Lochet Prix du jury de la 1re biennale Jansen-Cilag, Cannes 2007 ; festival du Cap d'Agde 2008.
- 2014 : François Truffaut, l'insoumis - 52 min ; avec Madeleine Morgenstern, Liliane Siegel, Claude de Givray, Jean Gruault, Jean-François Stévenin, Georges Kiejman, Claude Véga et les voix d'Irène Jacob et d'Éric Caravaca - diffusion Arte
- 2017 : Quand Jean devint Renoir - 52 min ; avec Leslie Caron, Françoise Arnoul, Cédric Klapisch, Pascal Mérigeau, Paolo Barzman - diffusion Arte
- 2017 : Albatros, les Russes blancs à Paris - 52 min ; avec Lenny Borger, Patrick Kamenka, Françoise Navailh, Andrei Korliakov, Alexandre Jevakhoff et la voix de Macha Méril - diffusion Histoire
- 2020 : Au nom de Jeanne - 26 min ; avec François Léotard (ancien ministre), Stéphane Bern, Olivier Carré (maire d'Orléans), Jean-Pierre Sueur (sénateur), Général Caspar-Fille-Lambie, Monseigneur Blaquart (évêque d'Orléans), Yann Rigolet (historien), Bénédicte Baranger (Présidente Association Orléans-Jeanne d'Arc) - avec la voix d'Irène Jacob
- 2022 : Patrick Dewaere, mon héros - 90 min ; avec le commentaire de Lola Dewaere et le témoignage de Brigitte Fossey, Bertrand Blier, Claude Lelouch, Jean-Jacques Annaud et Francis Huster.
- 2025 : Anne Frank, le journal d'une adolescente - 95 min ; avec le commentaire de Suliane Brahim[14].

## Prix & récompenses
- 2007 : Film clôture du Festival International du film de comédie de l'Alpe d'Huez pour le court-métrage CURRICULUM
- 2007 : Festival du Cap d'Agde 2007 pour le court-métrage CURRICULUM
- 2008 : Festival de Cannes - Prix du jury de la 1ère biennale Jansen-Cilag pour le court-métrage CHARADE
- 2008 : Festival du Cap d'Agde 2008 pour le court-métrage CHARADE
- 2017 : Prix du meilleur documentaire au Festival International du film documentaire de Sébastopol pour le film Albatros, les russes blancs à Paris.
- 2020 : Prix du meilleur film & prix du meilleur scénario du Festival International du film de Yangzhou (Chine) pour le film Orléans-Yangzhou, ville jumelles
- 2022 : Festival de Cannes - Sélection officielle du film Patrick Dewaere, mon héros.
- 2022 : Festival International du film de la Rochelle - sélection du film, Patrick Dewaere, mon héros
- 2022 : Festival International du film de Montréal - sélection du film, Patrick Dewaere, mon héros
- 2022 : Festival2 Valenciennes - sélection du film Patrick Dewaere, mon héros